# Friedrich Christoph von Hammerstein
Friherre Friedrich Christoph von Hammerstein , född 15 september 1608 på slottet Bökelheim i Pfalz, död 12 oktober 1685 på godset Ölentrup i Dörentrup, Tyskland, var svensk generalmajor och efter trettioåriga kriget generalwachtmeister i hertigdömet Braunschweig-Lüneburg.
I början av sin karriär deltog han i  Ernst von Mansfelds legotrupp hos evangeliska unionen och inträdde 1629 som pikenerare i överste Sperreuters i Holland värvade regemente och deltog i svensk tjänst. Han avancerade till general i kavalleriet under trettioåriga kriget från 1630 till freden 1648. Han utmärkte sig särskilt vid försvaret av fästningen Olmütz 1642-43 och vid Donauwörth 1646. Vid drottning Kristinas kröning 1650 var han en av dem, som bar tronhimmeln, och erhöll en donation på 2.000 rdr då han 1653 lämnade Sverige.  Han fick befälet öfver Braunschweig-Lüneburgs trupper 1657 och blef 1659 "generalvaktmästare i kavalleriet" för de allierades (Sveriges, Frankrikes och åtskilliga tyska furstars) trupper. Han lämnade krigstjänsten 1663.